# Kyōko Hikami
Kyōko Hikami (氷上恭子 Hikami Kyōko?, nacida el 11 de enero de 1969 en Kobe, Japón) es una seiyū y cantante japonesa. Está afiliada con Mausu Promotion.

## Roles interpretados
- Aikatsu! (Koharu Ōzora)
- Atashinchi (Sudou)
- Ayakashi Ninden Kunoichiban (Shiranui Haruka)
- Battle Arena Toshinden (Ellis)
- Betterman (Hinoki Sai)
- Breath of Fire III, IV y V (Nina)
- Bakuretsu Tenshi (María)
- Di Gi Charat (Hikaru Usada)
- Evil Zone (Setsuna Saizuki)
- Fresh Pretty Cure (Ayumi Momozono)
- Final Fantasy: Unlimited (Lisa)
- Hand Maid May (Cyberdoll Sara)
- High School Girls (Kyoko Himeji)
- Jak and Daxter (Keira Hagai)
- Juuni Senshi Bakuretsu Eto Ranger
- Lunar: Silver Star Story (Luna)
- Mugen no Ryvius (Juli Bahana)
- Mugen no Ryvius (Karen Lucciora)
- The Last Blade 2 y Capcom vs. SNK 2 (Hibiki Takane)
- Pocket Monsters (Erika)
- Pretty Fighter (Marin Aoki)
- Ryusei no Rockman (Harp)
- Sakura Tsuushin (Kasuga Urara)
- Sakura Taisen (Tsubaki Takamura)
- Shadow of the Colossus (la parte femenina de Dormin)
- Sister Princess (Mami)
- Smile PreCure! (Chiharu Kise)
- Spiral: Suiri no Kizuna (Reiko Hatsuyama)
- ToHeart (Himekawa Kotone)
- Trouble Chocolate (Débora)
- True Tears (Asumi Akiyama)
- VS Knight Ramune & 40 FRESH (Cacao)
- Wedding Peach (Momoko Hanasaki/Wedding Peach)
- Witch Hunter Robin (Yurika Dōjima)